# Acidemia propiónica
La acidemia propiónica es una enfermedad hereditaria, autosómica, recesiva  ocasionada por un déficit de la enzima propionil CoA carboxilasa. Esta enzima se encuentra en las mitocondrias de la célula y sirve para catalizar la transformación de propionil CoA a metilmanolil CoA, este paso metabólico forma parte de la degradación de los aminoácidos valina, metionina, treonina e isoleucina, interviene también en la metabolización de aquellos ácidos grasos que tienen un número impar de átomos de carbono. La deficiencia de la actividad enzimática ocasiona una concentración elevado de propionato en orina y sangre. 
Este trastorno se incluye dentro del grupo de enfermedades llamadas errores congénitos del metabolismo y su frecuencia es variable según la región, en Estados Unidos se presenta un caso por cada 35000 nacimientos, mientras que en Arabia Saudí afecta a 1 de cada 3000 nacidos.

Patrón de herencia asutosómica recesiva

Se hereda de padres a hijos según un patrón autosómico recesivo, lo cual significa que los padres generalmente están sanos, no presentan el trastorno, pero son portadores y transmiten la anomalía a sus hijos. El niño debe recibir una copia del gen anómalo de cada progenitor para presentar la enfermedad.
La acidemia propiónica puede manifestarse según diferentes patrones clínicos, pero la forma más habitual es la severa neonatal, en la que aparecen los síntomas en la primera semana de vida y se manifiesta por vómitos, perdida de peso, síntomas neurológicos, perdida de tono muscular y convulsiones, todo ello puede llevar al coma. En los exámenes de laboratorio se detecta acidosis metabólica y elevación de NH4+ en sangre (hiperamoniemia).